# Rally di Roma Capitale 2018
El Rally di Roma Capitale 2018, oficialmente 6º Rally di Roma Capitale, fue la sexta edición y la quinta ronda de la temporada 2018 del Campeonato de Europa de Rally. Se celebró del 19 al 22 de julio y contó con un itinerario de quince tramos sobre asfalto que sumaban un total de 205,97 km cronometrados.
El ganador de la prueba fue el ruso Alexey Lukyanuk que consiguió su tercera victoria de la temporada y octava en el ERC. Fue acompañado en el podio por el local, Giandomenico Basso y por el polaco Grzegorz Grzyb.

## Itinerario
| Día                     | Tramo | Nombre                                      | Distancia | Ganador de la etapa               | Automóvil       | Tiempo          | Líder de la general |
| ----------------------- | ----- | ------------------------------------------- | --------- | --------------------------------- | --------------- | --------------- | ------------------- |
| Día 1 (19 de julio)     | -     | Fumone (Shakedown)                          | 4.02 km   | Nikolay Gryazin                   | Škoda Fabia R5  | 2:15.0          | -                   |
| Día 2 (20 de julio)     | SS1   | ACI Roma Arena                              | 1.80 km   | Nikolay Gryazin                   | Škoda Fabia R5  | 1:48.1          | Nikolay Gryazin     |
| Día 3 (21 de julio)     | SS2   | Pico-Greci 1                                | 19.46 km  | Simone Campedelli                 | Ford Fiesta R5  | 11:39.8         | Alexey Lukyanuk     |
| Día 3 (21 de julio)     | SS3   | Roccasecca-Colle San Magno 1 - Polar Cruise | 13.93 km  | Alexey Lukyanuk                   | Ford Fiesta R5  | 8:21.3          | Alexey Lukyanuk     |
| Día 3 (21 de julio)     | SS4   | Santopadre-Arpino 1 - Civitus               | 14.35 km  | Alexey Lukyanuk Simone Campedelli | Ford Fiesta R5  | 8:46.0          | Alexey Lukyanuk     |
| Día 3 (21 de julio)     | SS5   | Pico-Greci 2                                | 19.46 km  | Alexey Lukyanuk                   | Ford Fiesta R5  | 11:37.9         | Alexey Lukyanuk     |
| Día 3 (21 de julio)     | SS6   | Roccasecca-Colle San Magno 2 - Polar Cruise | 13.93 km  | Giandomenico Basso                | Škoda Fabia R5  | 8:27.0          | Alexey Lukyanuk     |
| Día 3 (21 de julio)     | SS7   | Santopadre-Arpino 2 - Civitus               | 14.35 km  | Giandomenico Basso                | Škoda Fabia R5  | 8:46.3          | Alexey Lukyanuk     |
| Día 3 (21 de julio)     | SS8   | Pico Superstage - Ecopetrol                 | 2.54 km   | Andrea Crugnola                   | Ford Fiesta R5  | 1:44.1          | Alexey Lukyanuk     |
| Día 4 (22 de julio)     | SS9   | Rocca di Cave 1 - Omnia Shipping            | 28.60 km  | Tramo cancelado                   | Tramo cancelado | Tramo cancelado | Alexey Lukyanuk     |
| Día 4 (22 de julio)     | SS10  | Monastero 1 - eToro                         | 12.40 km  | Giandomenico Basso                | Škoda Fabia R5  | 7:26.1          | Alexey Lukyanuk     |
| Día 4 (22 de julio)     | SS11  | Guarcino 1 - L'Automobile                   | 11.75 km  | Alexey Lukyanuk                   | Ford Fiesta R5  | 6:37.5          | Alexey Lukyanuk     |
| Día 4 (22 de julio)     | SS12  | Rocca di Cave 2 - Omnia Shipping            | 28.60 km  | Simone Campedelli                 | Ford Fiesta R5  | 17:27.4         | Alexey Lukyanuk     |
| Día 4 (22 de julio)     | SS13  | Monastero 2 - eToro                         | 12.40 km  | Chris Ingram                      | Škoda Fabia R5  | 7:25.9          | Alexey Lukyanuk     |
| Día 4 (22 de julio)     | SS14  | Guarcino 2 - L'Automobile                   | 11.75 km  | Alexey Lukyanuk                   | Ford Fiesta R5  | 6:35.2          | Alexey Lukyanuk     |
| Día 4 (22 de julio)     | SS15  | Ostia - Super Special - Sky Gate            | 0.65 km   | Simone Campedelli                 | Ford Fiesta R5  | 0:42.2          | Alexey Lukyanuk     |
| Fuente:ewrc-results.com |       |                                             |           |                                   |                 |                 |                     |

## Clasificación final
| Pos.                     | Piloto             | Copiloto            | Automóvil       | Equipo                         | Tiempo    | Puntos  |
| ------------------------ | ------------------ | ------------------- | --------------- | ------------------------------ | --------- | ------- |
| 1                        | Alexey Lukyanuk    | Alexey Arnautov     | Ford Fiesta R5  | Russian Performance Motorsport | 1:48:03.5 | 25+12   |
| 2                        | Giandomenico Basso | Moira Lucca         | Škoda Fabia R5  | Movisport SRL                  | +7.5      | 18+12   |
| 3                        | Grzegorz Grzyb     | Jakub Wróbel        | Škoda Fabia R5  | Rufa Sport                     | +1:04.2   | 15+6    |
| 4                        | Fabian Kreim       | Frank Christian     | Škoda Fabia R5  | Škoda Auto Deutschland         | +1:16.5   | 12+5    |
| 5                        | Bruno Magalhães    | Hugo Magalhães      | Škoda Fabia R5  | Bruno Magalhães                | +1:41.2   | 10+3    |
| 6                        | Chris Ingram       | Ross Whittock       | Škoda Fabia R5  | Toksport WRT                   | +2:32.2   | 8+3     |
| 7                        | Juuso Nordgren     | Tapio Suominen      | Škoda Fabia R5  | Škoda Motorsport               | +2:34.7   | 6+1     |
| 8                        | Giacomo Scattolon  | Matteo Nobili       | Škoda Fabia R5  | Road Runner Team ASD           | +2:56.8   | [ n 1 ] |
| 9                        | Antonio Rusce      | Sauro Farnocchia    | Ford Fiesta R5  | X Race Sport                   | +3:08.4   | [ n 2 ] |
| 10                       | Fredrik Åhlin      | Joakim Sjöberg      | Škoda Fabia R5  | Fredrik Åhlin                  | +3:17.0   | 4       |
| 11                       | Marco Pollara      | Giuseppe Princiotto | Peugeot 208 T16 | F.P.F. Sport                   | +3:40.8   | 2       |
| 12                       | Orhan Avcioglu     | Burcin Korkmaz      | Škoda Fabia R5  | Toksport WRT                   | +3:44.8   | 1       |
| Fuente: ewrc-results.com |                    |                     |                 |                                |           |         |